# Les Pénates
Les Pénates est le nom de la propriété dans laquelle a résidé le peintre Ilia Répine pendant la dernière partie de sa vie. Elle abrite maintenant une maison-musée qui lui est consacrée. Elle est située dans le village de Repino (autrefois Kyokkala) dans le district de Kourortny, à Saint-Pétersbourg.

## Histoire
En 1899, quand Répine achète la parcelle de terrain où seront construits Les Pénates, il est déjà un artiste célèbre, peintre d'Ivan le Terrible tue  son fils, de la Régente Sophie, des Bateliers de la Volga, la Procession religieuse dans la province de Koursk, le Refus de la confession, l'Arrestation du propagandiste, la Session protocolaire du Conseil d’État, ainsi que de nombreux portrait de Valentin Serov, Modeste Moussorgski, Alexandre Borodine, Alexandre Glazounov, Nikolaï Pirogov, Serge Witte et Nicolas II.
Il est depuis longtemps membre des Ambulants et, avant son installation aux Pénates, a été professeur et maître d'atelier à l'Académie impériale des beaux-arts, dont il est aussi nommé recteur pour deux ans, en 1898.
Ces responsabilités l'ont conduit à rechercher une maison dans les environs de Saint-Pétersbourg, proche de la ville de Kyokkala et sur les rives du golfe de Finlande, isolée et calme, où il puisse travailler tranquillement.
Il appelle la propriété « Les Pénates », en référence aux Pénates, dieux-gardiens romains de la maison. Il construit une maison d'un étage. Le rez-de-chaussée est destiné à un atelier, des salles de séjour, son bureau, un salon et une salle à manger.
Les célèbres « mercredi de Répine » y ont lieu. Y participent notamment Maxime Gorki, Korneï Tchoukovski, Vladimir Maïakovski, Sergueï Essénine, Leonid Andreïev, David Bourliouk, Vladimir Korolenko, Alexandre Kouprine, Nikolaï Morozov, Anatoli Liadov, Alexandre Glazounov et d'autres.
Après la révolution de 1917, les Pénates sont rattachées au territoire finlandais. Elles repassent sous contrôle russe en 1944.
Répine vit trente ans dans cette propriété, où il est mort et enterré.

## Situation actuelle
La propriété est maintenant classée comme monument protégé du patrimoine historique de la fédération de Russie. Ce classement porte sur la maison, la tombe d'Ilia Répine et le parc. 
Elle fait partie du Patrimoine mondial de l'Unesco. 
Elle abrite une maison-musée consacrée à Ilia Répine. 

## Annexes

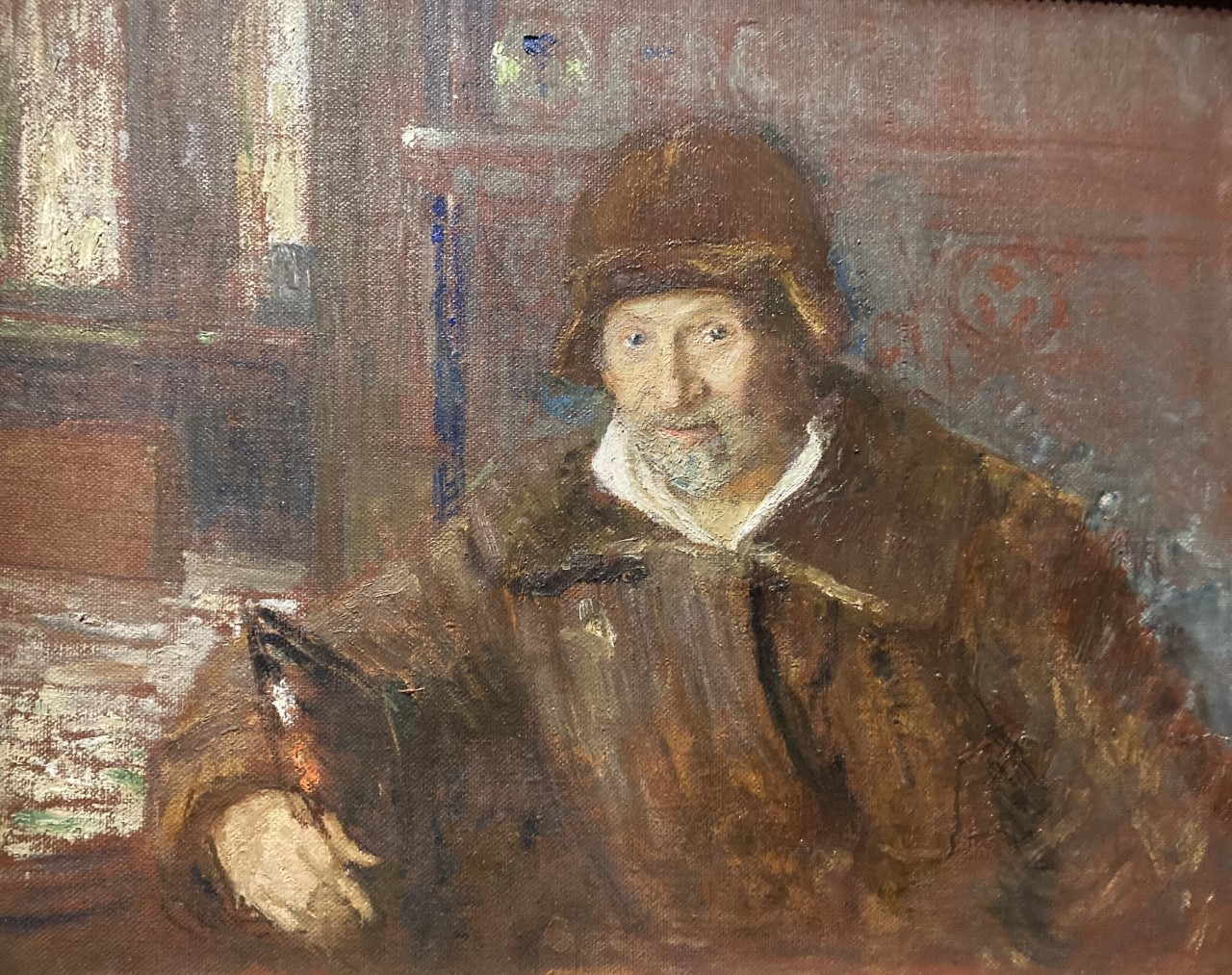
Autoportrait de Répine âgé aux Pénates (1920).